# Dalbergia stercoracea
Dalbergia stercoracea är en ärtväxtart som beskrevs av David Prain. Dalbergia stercoracea ingår i släktet Dalbergia, och familjen ärtväxter. Inga underarter finns listade i Catalogue of Life.